# Detector de placa microcanal

Esquema esquemàtic del funcionament d'una placa de microcanal.

Un detector de placa microcanal (MCP) s'utilitza per detectar partícules individuals (electrons, ions i neutrons) i fotons (radiació ultraviolada i raigs X). Està estretament relacionat amb un multiplicador d'electrons, ja que ambdós intensifiquen partícules individuals o fotons mitjançant la multiplicació d'electrons mitjançant emissió secundària, però com que un detector de plaques de microcanal té molts canals separats, també pot proporcionar resolució espacial.

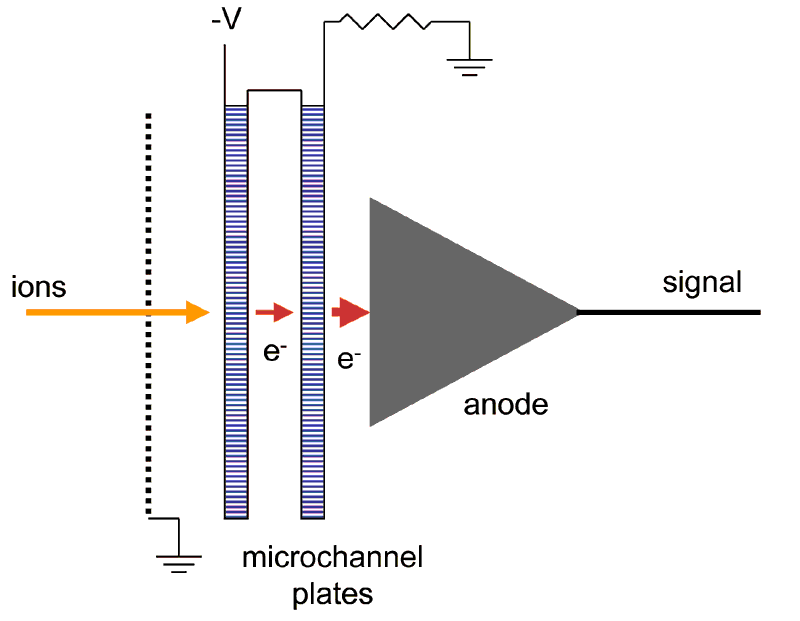
Esquema del detector de plaques de microcanal doble.

Una placa de microcanal és una llosa feta de material resistent (sovint vidre) de 0,5 a 2 mm de gruix amb una sèrie regular de tubs petits (microcanals) que condueixen d'una cara a l'altra. Els microcanals solen tenir entre 5 i 20 micròmetres de diàmetre, paral·lels entre si i entren a la placa amb un angle petit respecte a la superfície (8-13° de la normal). Les plaques solen ser discos rodons, però es poden tallar a qualsevol forma des de mides de 10 mm fins a 200 mm. També poden ser corbats.
A energies no relativistes, les partícules individuals solen produir efectes massa petits per permetre la seva detecció directa. La placa de microcanal funciona com un amplificador de partícules, convertint una única partícula que impacta en un núvol d'electrons. En aplicar un camp elèctric fort a través del MCP, cada microcanal individual es converteix en un multiplicador d'electrons de dinode continu.
Exemples d'ús:
- L'aplicació al mercat massiu de plaques de microcanals es troba en tubs intensificadors d'imatge d'ulleres de visió nocturna, que amplifiquen la llum visible i invisible per tal de fer que l'entorn fosc sigui visible a l'ull humà.
- A 1 La pantalla CRT en temps real de GHz per a un oscil·loscopi analògic (el Tektronix 7104) va utilitzar una placa de microcanals col·locada darrere de la pantalla de fòsfor per intensificar la imatge. Sense la placa, la imatge seria excessivament tènue, a causa del disseny electro-òptic.
- Els detectors MCP s'utilitzen sovint en instrumentació per a la investigació física, i es poden trobar en dispositius com els espectròmetres d'electrons i de masses.